# Davide Dusmet
Davide Dusmet (Napoli, 17 giugno 1881 – Schokken, 24 novembre 1943) è stato un generale italiano che durante la seconda guerra mondiale fu richiamato in servizio temporaneo dal 10 febbraio 1942 ed assegnato al Presidio militare di Ragusa Dalmata. Dopo la firma dell'armistizio dell'8 settembre 1943 venne catturato dai tedeschi a Ragusa e deportato nel campo Offizierlager 64/Z a Schokken, in Polonia, dove decedette la notte del 24 novembre, dopo alcuni giorni di ricovero in infermeria, per una bronchite non curata, trasformatasi in polmonite, secondo tra i generali caduti nei lager tedeschi. A seguire morirono, per le cattive condizioni di salute e privi di assistenza sanitaria, anche i generali Umberto di Giorgio, Armellini Chiappi e Rodolfo Torresan.

## Biografia
Nacque a Napoli il 17 giugno 1881, figlio del duca Giustino, marchese de Smours e di Anna d'Evoli, marchesa di Trignano. Proveniente da famiglia legatissima ai Borboni, conosceva perfettamente la storia di Napoli risorgimentale.
Arruolatosi nel Regio Esercito, nel 1904 iniziò a frequentare come Allievo ufficiale la Regia Accademia Militare di Fanteria e Cavalleria di Modena, ne uscì con il grado di sottotenente, assegnato all'arma di cavalleria il 4 settembre 1905, entrando in servizio nel Reggimento "Cavalleggeri di Foggia" (11º). Ottenne la promozione a tenente il 12 ottobre 1908.
Dal 2 aprile 1911 fu collocato in aspettativa per motivi familiari per sei mesi. Nel 1912 prese parte alla guerra italo-turca, raggiungendo il 31 dicembre 1914 il grado di capitano, fuori quadro, del Reggimento "Cavalleggeri di Monferrato" (13º). In seguito partecipò alla prima guerra mondiale col Reggimento "Cavalleggeri di Roma" (20º) nel 1916, distinguendosi sul fronte del Carso.
Transitato nell'arma di fanteria dal 18 novembre 1917, fu assegnato al 32º Reggimento fanteria, della Brigata Marche. Dopo la guerra col grado di maggiore prestò ancora servizio nel 32º Reggimento fanteria "Marche" e fu anche giudice supplente al tribunale militare territoriale di Napoli dal 1º maggio 1924.
Dal 10 giugno 1932, promosso colonnello di fanteria, comandò il 1º Reggimento fanteria "Re", poi il Distretto militare di Siena e, dal 20 maggio 1937, fu comandante degli stabilimenti militari pena sino al principio del 1938.
In seguito promosso generale di brigata dal 20 aprile 1938, fu assegnato al Corpo d'armata di Roma, per incarichi speciali sino a quando, all'inizio del 1939, fu collocato in posizione ausiliaria.
Richiamato in servizio temporaneo il 10 febbraio 1942 col grado di generale di brigata, in piena seconda guerra mondiale, fu assegnato quale comandante del Presidio militare di Ragusa e a seguito delle vicende armistiziali dell'8 settembre 1943 fu catturato da tedeschi a Ragusa e da loro tradotto in Polonia nell'Offizierlager 64 Z di 
Schokken, dove giunse il 2 ottobre seguente, ma per una bronchite non curata, trasformatasi in polmonite morì nella notte del 24 novembre 1943. Venne sepolto nel cimitero di Salka, nei pressi della chiesetta e del bosco adiacenti al campo stesso, dopo solenne cerimonia funebre alla quale parteciparono anche le autorità tedesche del lager.

### Fonti
1. 1 2 3 4 5 6  Generals.
2. ↑   Bollettino ufficiale delle nomine, promozioni e destinazioni negli ufficiali e sottufficiali del R. esercito italiano e nel personale dell'amministrazione militare, 1904,  p. 374. URL consultato il 12 marzo 2021.
3. ↑   Bollettino ufficiale delle nomine, promozioni e destinazioni negli ufficiali e sottufficiali del R. esercito italiano e nel personale dell'amministrazione militare, 1915,  p. 2861. URL consultato il 12 marzo 2021.
4. ↑   Bollettino ufficiale delle nomine, promozioni e destinazioni negli ufficiali e sottufficiali del R. esercito italiano e nel personale dell'amministrazione militare, 1924,  p. 2428. URL consultato il 12 marzo 2021.
5. ↑  Registrato alla Corte dei conti il 9 giugno 1946, guerra registro 8, foglio 228.
6. ↑   Calendario generale del regno d'Italia, 1919,  p. 1110. URL consultato il 12 marzo 2021.
7. ↑  Supplemento Ordinario alla Gazzetta Ufficiale del Regno d'Italia n.28 del 3 febbraio 1940, pag.18.